# آرنور اسماراسون
آرنور اسماراسون (ایسلندی: Arnór Smárason؛ زادهٔ ۷ سپتامبر ۱۹۸۸) بازیکن فوتبال اهل ایسلند است.
از باشگاه‌هایی که در آن بازی کرده‌است می‌توان به باشگاه فوتبال هلسینگبورگس، باشگاه فوتبال تورپدو مسکو، باشگاه فوتبال هیرنفین، باشگاه فوتبال هامارابی، و تیم ملی فوتبال ایسلند اشاره کرد.
وی همچنین در تیم‌های ملی فوتبال زیر ۱۷ سال، زیر ۱۹ سال، زیر ۲۱ سال و تیم ملی فوتبال ایسلند و همچنین لیگ برتر فوتبال سوئد بازی کرده‌است.